# Juliusz Goryński
Juliusz Goryński (ur. 29 grudnia 1911 w Wiedniu, zm. 1 grudnia 1986 w Warszawie) – polski działacz społeczny i państwowy. Profesor zwyczajny (1976), dyrektor Zakładów Osiedli Robotniczych (1951–1956), przewodniczący rządowej delegacji Polski w Komitecie Mieszkalnictwa, Budownictwa i Planowania Europejskiej Komisji Gospodarczej ONZ w Genewie (1946–1964), dyrektor Instytutu Budownictwa Mieszkaniowego (1956–1958), podsekretarz stanu w Ministerstwie Gospodarki Komunalnej (od 1958–1964), pracownik Szkoły Głównej Planowania i Statystyki (1952–1974), założyciel Katedry Budownictwa tej szkoły (1964), doktor honoris causa politechniki w Akwizgranie (1985), od 1978 – Wiceprzewodniczący Komitetu PAN „Polska 2000”.
Opublikował blisko 250 artykułów w prasie naukowej i fachowej. Działał m.in. w Towarzystwie Urbanistów Polskich, Stowarzyszeniu Architektów Polskich, Polskim Towarzystwie Ekonomicznym.

## Życiorys
Juliusz Goryński urodził się w Wiedniu w 1911. W wieku 18 lat rozpoczął studia z architektury u Józefa Hoffmana w Szkole Rzemiosł Artystycznych (pracując jednocześnie w biurze Heinricha Kulki – jednego ze współpracowników Adolfa Loosa), a następnie kontynuował studia na Uniwersytecie Wiedeńskim w Instytucie Historii Sztuki. Pracę doktorską z historii architektury obronił w 1936 roku u profesorów Hansa Tieze i Hansa Sedlmayra.
Po śmierci ojca, w 1936 przeniósł się z matką oraz bratem Ludwikiem do Warszawy. Jeszcze przed wybuchem wojny podjął pracę jako architekt wnętrz w firmie Thonet, jak również współpracę z założonym przez Teodora Toeplitza Polskim Towarzystwem Reformy Mieszkaniowej, skupiającym działaczy formułujących program poprawy warunków mieszkaniowych ludności miejskiej
W czasie wojny mieszkał wraz z rodziną w podwarszawskich Włochach, a od września 1944 roku, w wyzwolonej spod okupacji niemieckiej prawobrzeżnej części Warszawy, gdzie tworzono urząd województwa warszawskiego. Zorganizował wydział budownictwa, a następnie nadzorował jego działalność jako wicewojewoda. Od 25 lutego do 10 maja 1945 roku sprawował funkcję p.o. wojewody warszawskiego. W 1945 został dyrektorem Departamentu Polityki Budowlanej w Ministerstwie Odbudowy, obejmującego zasięgiem działania ogólnokrajowe dotyczące problemów odbudowy i mieszkalnictwa. Tam też opracował założenia funkcjonowania Zakładu Osiedli Robotniczych (ZOR), a następnie kierował jego działalnością od 1951 do 1956 roku.
W tym okresie był zwolennikiem odbudowy starej tkanki miejskiej po zniszczeniach wojennych. Dzięki niemu możliwa stała się odbudowa gdańskiej starówki siłami ZOR. Mimo sprzeciwu lokalnego komitetu partyjnego w Gdańsku, zdołał przekonać osoby odpowiedzialne za odbudowę, aby nie pozostawiać Głównego Miasta w ruinie, argumentując, że Gdańsk należy do wspólnej historii europejskiej i o jego wyglądzie nie może decydować jedno pokolenie.
W ZOR, pod jego kierownictwem, powstały wstępne założenia programowe budowy Nowej Huty. Stanowiły one pionierską próbę ustalenia założeń budowy od podstaw nowego samodzielnego miasta, wraz z wszelkimi niezbędnymi obiektami użyteczności publicznej i pełną infrastrukturą komunikacyjno-instalacyjną.
W 1956 objął stanowisko dyrektora Instytutu Budownictwa Mieszkaniowego. Pod jego kierownictwem instytut zajmował się programowaniem rozwoju, kształtowaniem standardów i ekonomii budownictwa mieszkaniowego oraz racjonalnego utrzymania istniejących zasobów mieszkaniowych.
Od 1958 jako podsekretarz stanu w Ministerstwie Gospodarki Komunalnej, nadzorującego gospodarkę mieszkaniową w miastach, starał się przywrócić właściwą pozycję budownictwu indywidualnemu, propagował formy niższej zabudowy szeregowej, przy zastosowaniu tańszych, lokalnych materiałów. Osobiście sporządzał projekty architektoniczne wzorcowych osiedli – w Miedzeszynie pod Warszawą, w Kolumnie pod Łodzią i w Pruszkowie.
Ze względu na pogarszającą się pod koniec lat 50. koniunkturę gospodarczą Polski znacznie ograniczono nakłady na budownictwo mieszkaniowe, co doprowadziło w końcu w latach 1962–1963 do wyraźnego spadku liczby oddawanych do użytku mieszkań. Aby utrzymać wzrost budownictwa mieszkaniowego przy okrojonych nakładach, zaczęto wprowadzać już na początku lat 60. (1962–63) politykę tzw. budownictwa oszczędnościowego skutkującego ograniczaniem powierzchni i wyposażenia mieszkań. Prowadziło to na przykład do tak drastycznych rozwiązań jak budowa ciemnych, bardzo ciasnych kuchni, a w krańcowych wypadkach – do projektowania wspólnych dla kilku mieszkań urządzeń sanitarnych. Wychowany na tradycjach Bauhausu Juliusz Goryński krytycznie odnosił się do polityki mieszkaniowej narzucanej przez Władysława Gomułkę, w związku z czym opuścił na własne życzenie zajmowane w ministerstwie stanowisko.
W dalszych latach życia poświęcił się pracy naukowej w Szkole Głównej Planowania i Statystyki (dzisiejszej Szkole Głównej Handlowej) i na Uniwersytecie Łódzkim, w których inicjował powstanie katedr ekonomiki budownictwa. Zajmował się zagadnieniami ekonomicznymi w budownictwie, polityką przestrzenną, a także prognostyką. Jednym z efektów pracy akademickiej było stworzenie pionierskiego podręcznika akademickiego „Ekonomika Budownictwa”, który był kilkakrotnie uzupełniany i wznawiany.
W 1971, na własną prośbę, przeszedł na emeryturę. W tym czasie opublikował książkę „Mieszkanie wczoraj, dziś i jutro” (1973), adresowaną nie tylko do naukowców, ale także do osób, które interesują się problemami mieszkalnictwa. Przede wszystkim jednak koncentrował swoją uwagę na współpracy przy badaniach prognostycznych jako członek i wiceprzewodniczący powołanego w Polskiej Akademii Nauk Komitetu „Polska 2000”. W ramach prac tego komitetu powstało studium autorstwa Juliusza Goryńskiego i Adama Andrzejewskiego Mieszkalnictwo, w: Prognozie ostrzegawczej – lata najbliższe (PAN, Komitet Badań i Prognoz „Polska 2000”, Warszawa 1981). W prognozie zwrócił uwagę na, związane z obranym kierunkiem rozwoju, poważne zagrożenia dla przyszłości kraju oraz jego mieszkańców w sferze społecznej, gospodarczej i ekologicznej. Części pierwszej prognozy nie opublikowano ze względu na dyskusyjne i kontrowersyjne na ten czas ujęcia sytuacji Polski. Autorom zarzucono czarnowidztwo, pominięcia i sporne poglądy.
W wydanej w 1982 roku „Polityce przestrzennej” Goryński wskazywał, że ład przestrzenny jest niezbędnym i niepodważalnym elementem składowym jakości życia. W związku z tym działania polityczne powinny uwzględniać potrzebę utrzymania ładu przestrzennego i równowagi przestrzenno-ekologicznej, przeciwdziałając tym samym skutkom katastrof ekologicznych.
Juliusz Goryński szczególnie w ostatnich latach swojego życia zawodowego zwracał uwagę na groźbę katastrofalnych następstw w sytuacji mieszkaniowej, ze względu na powstałe zaniedbania, a także narastające procesy dewastacji w odniesieniu do istniejącej infrastruktury mieszkaniowej.
Niemal przez całe życie zawodowe współpracował z uczelniami i organizacjami zagranicznymi. Pełnił funkcję wieloletniego przewodniczącego delegacji polskiej do Komitetu Mieszkalnictwa, Budownictwa i Planowania Europejskiego Komitetu Gospodarczego ONZ i przewodniczącego tego komitetu. Występował także w charakterze eksperta pomocy technicznej ONZ w niektórych krajach rozwijających się. W latach 1976–1980 uczestniczył w opracowaniu perspektywicznego programu mieszkaniowego dla Iraku. W 1985 otrzymał tytuł honoris causa na Wydziale Budownictwa, Urbanistyki i Planowania Regionalnego Politechniki w Akwizgranie, „za zasługi dla odbudowy zabytkowych śródmieść, za wszechstronną działalność naukową, za humanistyczną orientację prac i za wkład na rzecz polsko-niemieckiej wymiany i współpracy naukowej”. W kwietniu 1982 został powołany przez Prezesa Rady Ministrów w skład 26-osobowej Konsultacyjnej Rady Gospodarczej pod przewodnictwem prof. Czesława Bobrowskiego.

## Życie prywatne
Syn Marii Goldscheider z domu Inlender (1886–1943) i Edwarda Goldscheidera (1872–1935). Ojciec, dr Edward Goldscheider, pochodził z miejscowości Bukaczowce na Ukrainie, pracował w Wiedniu jako teatralny krytyk, redaktor i doradca prasowy polskiego poselstwa w gazecie codziennej „Fremdenblatt”, a także w gazecie „Polen”. Matka, Maria Goldscheider, urodzona we Lwowie, była córką znanego działacza socjalistycznego, Ludwika Inlendera (1849–1900). Autorka pamiętników „Dzienniki młodzieńcze. Lwów–Wiedeń. 1901–1907”.
Po śmierci ojca, w 1936 Juliusz Goryński przeniósł się z matką oraz bratem Ludwikiem do Warszawy. W listopadzie 1943 roku matka, brat i bratowa – Ewa Rybicka – zostali aresztowani za tajne nauczanie uniwersyteckie w domu przy ulicy Tynieckiej 26, a następnie rozstrzelani. Pozostała część rodziny, mieszkająca w Warszawie, również nie przeżyła wojny: kuzynka, znana artystka-graficzka, Wiktoria Goryńska i jej matka, Stanisława, zostały przeniesione bezpośrednio po powstaniu warszawskim do obozu koncentracyjnego w Ravensbrück i tam zginęły.
Żoną Juliusza Goryńskiego była Kazimiera Goryńska (z domu Szybińska), dyrektorka Centralnego Ośrodka Pedagogicznego Szkolnictwa Artystycznego w latach 1960–1974. Mieli dwóch synów: Andrzeja (ur. 1940) i Pawła (ur. 1943). Został pochowany na cmentarzu wojskowym na Powązkach.

## Dorobek naukowy i najważniejsze publikacje
Kazimierz Secomski wyróżnił następujące obszary dorobku prof. Juliusza Goryńskiego:
- Standardy budowlane i typizacja w budownictwie mieszkaniowym, które stanowiły warunek sprawnego procesu odbudowy mieszkalnictwa bezpośrednio po wojnie.
- Ekonomika budownictwa i polityka budowlana, na które składało się zdefiniowanie podstawowych pojęć z obydwu dziedzin, z uwzględnieniem ich teoretycznych powiązań z ekonomią polityczną.
- Zarysowanie problemów mieszkaniowych oraz praktyczne próby ich rozwiązania, zarówno w Polsce, jak i na świecie.
- Zagadnienia prognostyczne w powiązaniu z celami polityki przestrzennej, regionalnej i mieszkaniowej oraz w odniesieniu do przyszłego kształtu procesów i zjawisk urbanistycznych.
- Urbanistyka, architektura oraz gospodarka przestrzenna w ramach Komitetu Przestrzennego Zagospodarowania Kraju przy Prezydium Polskiej Akademii Nauk. Zwieńczeniem prac w tym obszarze była Polityka przestrzenna wydana w 1982 roku.

Najważniejsze publikacje:
- Standardy budowlane. cz. 1: Próba metody. Warszawa 1949; cz. 2: Budownictwo mieszkaniowe. PWT, 1953.
- Urbanizacja, urbanistyka i architektura, PWN, 1966.
- Studia z zakresu ekonomiki budownictwa, Arkady 1965.
- Ekonomika budownictwa, Państwowe Wydawnictwo Ekonomiczne, 1970.
- Ekonomika budownictwa i polityka budowlana, Państwowe Wydawnictwo Ekonomiczne 1972 (wyd. drugie 1976 i wyd. trzecie 1981).
- Mieszkanie wczoraj, dziś i jutro, Państwowe Wydawnictwo Wiedza Powszechna, 1975.
- Polityka przestrzenna, Państwowe Wydawnictwo Ekonomiczne, 1982.
- Społeczeństwo Polskie na przełomie XX I XXI wieku. Raport końcowy pod redakcją Juliusza Goryńskiego, Władysława Markiewicza. Warszawa 1985, Komitet Prognozowania Perspektywicznego Rozwoju Kraju „Polska 2000” przy Prezydium PAN.

## Odznaczenia
- Krzyż Komandorski Orderu Odrodzenia Polski (1955)[14]
- Złoty Krzyż Zasługi (1946[15], 1952[16])
- Medal 10-lecia Polski Ludowej (1955)[17]